# Nurawa

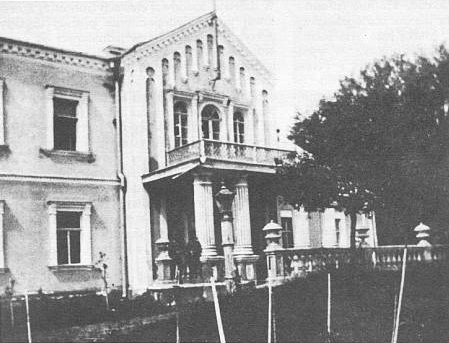
Dwór Sulistrowskich w Kamionce w 1914 r.

Nurawa (biał. Нурава; ros. Нурово; hist. Nurowo) – agromiasteczko na Białorusi, w rejonie wierchniedźwińskim obwodu witebskiego, nad Dźwiną, około 2 km na północ od Dzisny i 28 km na południowy wschód od Wierchniedźwińska.

## Historia
Po I rozbiorze Polski w 1772 roku tereny te, wcześniej należące do województwa połockiego Rzeczypospolitej, znalazły się na terenie powiatu drysieńskiego Imperium Rosyjskiego. 
W XX wieku, po ustabilizowaniu się granicy polsko-radzieckiej Nurowo znalazło się w ZSRR. Dźwina, od której Nurowo było oddalone o około 1 km, była rzeką graniczną II Rzeczypospolitej. W 1991 roku obecna Nurawa znalazła się na terenie Białorusi.
W 2009 roku Nurawa liczyła 366 mieszkańców. W 1811 roku Kamionka (patrz niżej) liczyła 335 mieszkańców.
We wsi stoi pomnik partyzantów poległych w czasie II wojny światowej.

## Byłe dobra, folwark i dwór Kamionka
Zgodnie z opisem w Słowniku geograficznym Królestwa Polskiego (nad Dźwiną, wprost miasta Dzisny) oraz mapą WIG z 1932 roku w miejscu wsi Nurowo był folwark i dwór majątku Kamionka.
Dobra te były własnością rodziny Sulistrowskich, ostatnim właścicielem majątku z tej rodziny był Leon Sulistrowski, syn Włodzimierza. Po pobycie zagranicą w latach 1857–1863 wrócił do Polski i za odmowę podpisania listu hołdowniczego został zesłany do Ufy, gdzie zmarł. W 1867 roku Kamionka została skonfiskowana przez władze carskie i przekazana w posiadanie niejakiemu Bergengrünowi, miała wtedy powierzchnię 2354 dziesięcin.
Do I wojny światowej stał tu prawdopodobnie murowany, dziewięcioosiowy dwór z centralnym trzyosiowym, piętrowym ryzalitem pozornym, dwukondygnacyjny, z parterowymi skrzydłami. Został wzniesiony prawdopodobnie przez Sulistrowskich w I połowie XIX wieku. W II połowie tego wieku nad lewym skrzydłem nadbudowano piętro. Przed częścią środkową domu był parterowy portyk, nad którym był balkon wsparty na dwóch parach ciężkich kolumn. Zachowało się jedynie jedno zdjęcie części frontowej dworu.
Majątek Kamionka jest opisany w 4. tomie Dziejów rezydencji na dawnych kresach Rzeczypospolitej Romana Aftanazego.